# دنیای پروانه

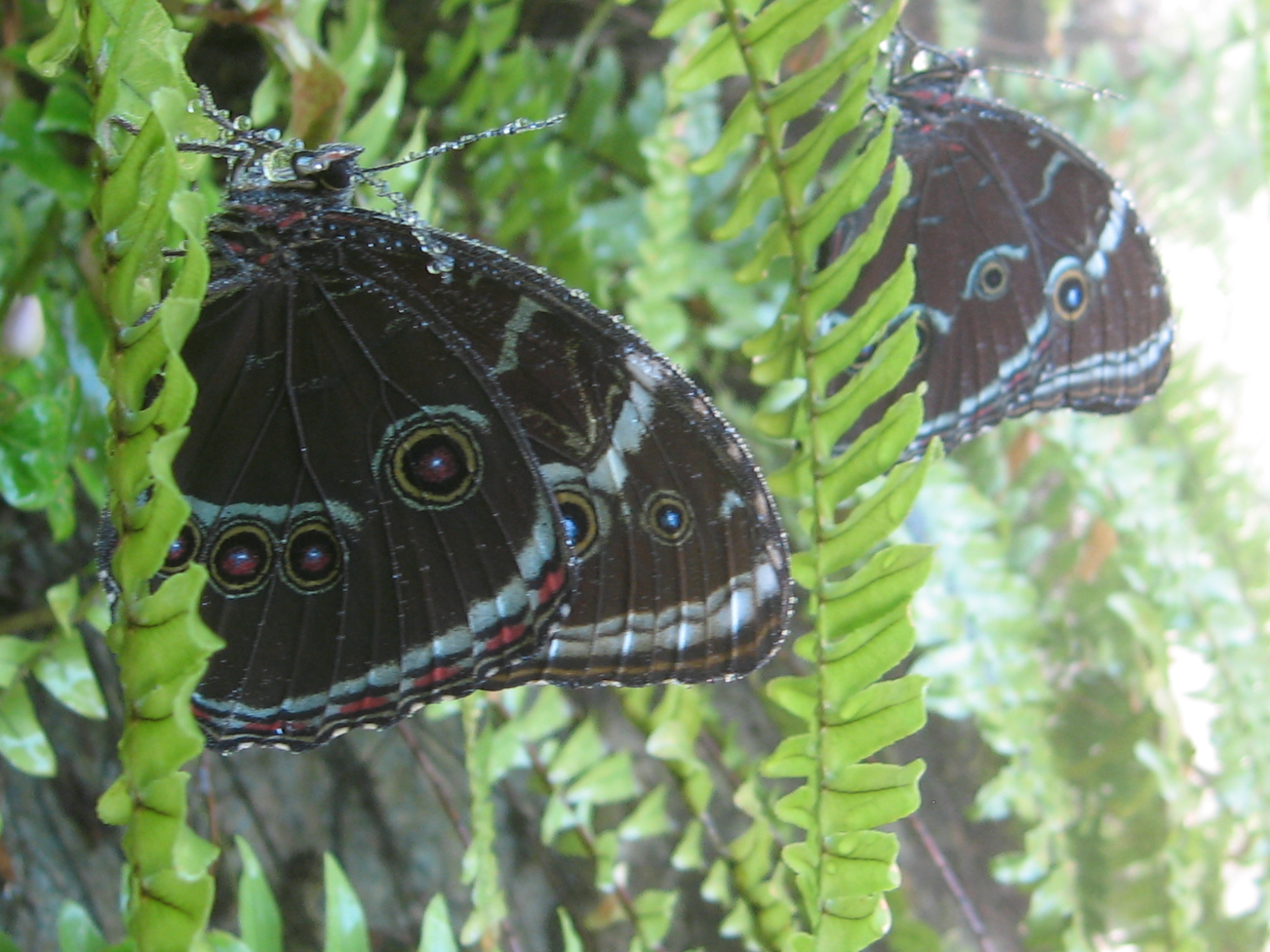

دنیای پروانه اولین و بزرگترین باغ پروانه‌ها در جهان است. این باغ در ایالات متحده، کوکنات کریک قرار دارد و در سال ۱۹۸۸ تأسیس شد. دنیای پروانه حدود ۳۰۰۰ پروانه زنده را در خود جای میدهد.
این باغ همچنین دارای موزه‌ای برای حشراتی نظیر انواع سوسک، عقرب، بید و حشرات دیگر است.
بازدید کنندگان میتوانند از آزمایشگاه‌های تکثیر پروانه و مرحله‌های آن از جمله تخم‌ها، کرم ابریشم، و شفیره دیدن کنند.